# Cavan GAA
Le Cavan County Board of the Gaelic Athletic Association ou plus simplement Cavan GAA est une sélection de sports gaéliques basée dans la province de l’Ulster. Elle est responsable de l’organisation des sports gaéliques dans le Comté de Cavan et des équipes qui le représente dans les rencontres inter-comtés.

## Histoire
Cavan a été le premier comté d’Ulster à se doter d’une organisation des sports gaéliques en 1895.

## Palmarès

### Football gaélique
- All-Ireland Senior Football Championships : 5
  - 1933, 1935, 1947, 1948, 1952
- Ligue nationale de football gaélique : 1
  - 1948
- Ulster Senior Football Championships : 39
  - 1891, 1903, 1904, 1905, 1915, 1918, 1919, 1920, 1922, 1923, 1924, 1925, 1926, 1928, 1931, 1932, 1933, 1934, 1935, 1936, 1937, 1939, 1940, 1941, 1942, 1943, 1944, 1945, 1947, 1948, 1949, 1952, 1954, 1955, 1962, 1964, 1967, 1969, 1997
- Dr. McKenna Cups:11
  - 1936, 1940, 1943, 1951, 1953, 1955, 1956, 1962, 1968, 1988, 2000

### Effectif 2013
Gardiens
- 1. Alan O'Mara			(Bailieborough Shamrocks)
- 16. James Farrelly			(Kingscourt)

Défenseurs
- 2. Tomás Corr 		(Denn)
- 3. Rory Dunne		        (Redhills)
- 4. Killian Clarke	        (Shercock)
- 5. Jason McLoughlin	        (Shannon Gaels)
- 17. Oisin Minagh              (Redhills)
- 19. Darragh McVeety              (Crosserlough)
- 20. Mark McKever            (Gowna)

Milieux défensifs
- 5. Jason McLoughlin	        (Shannon Gaels)
- 6. Alan Clarke	(Kingscourt) -(capitaine)
- 7. Ronan Flanagan	(Castlerahan)
- 24. Michael Argue	(Bailieborough Shamrocks)
- 26. Joshua Hayes      (Cootehill Celtic)

Milieux
- 8. Damien O'Reilly	(Belturbet)
- 9. David Givney       (Mountnugent)
- 27. James McEnroe             (Ramor United)
- 21. John McCutcheon	 (Cootehill Celtic)

Milieux offensifs
- 10. Cian MacKey	      (Castlerahan)
- 11. Jack Brady             (Ramor United)
- 12. Feargal Flanagan  	(Butlersbridge)
- 18. Niall Murray 	(Cavan Gaels)

Attaquants
- 13. Martin Reilly            (Killygarry)
- 14. Martin Dunne         (Cavan Gaels)
- 15. Eugene Keating	(St. Sylvesters)
- 22. Killian Brady	(Mullahoran)
- 23. Kevin Tierney	(Ballyhaise)
- 25. Niall McDermott	(Ballinagh)

Entraîneur
- Terry Hyland

- (entre parenthèses et en italique, le club du joueur)

#### Joueurs célèbres
- Tom O'Reilly
- John Joe O'Reilly
- John P.  Wilson
- Larry Reilly